# Station Thouars
Station Thouars is een spoorwegstation in de Franse gemeente Thouars.